# Войварранг-Таунгурунг

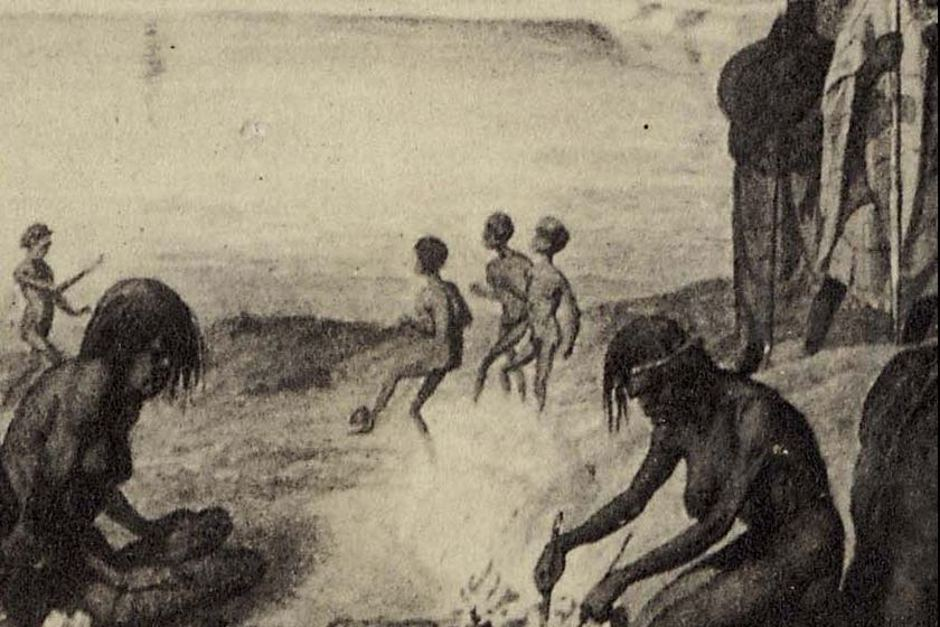
Носители языка Войварранг из клана Вурунтьери играют в мяч, около 1857 года.

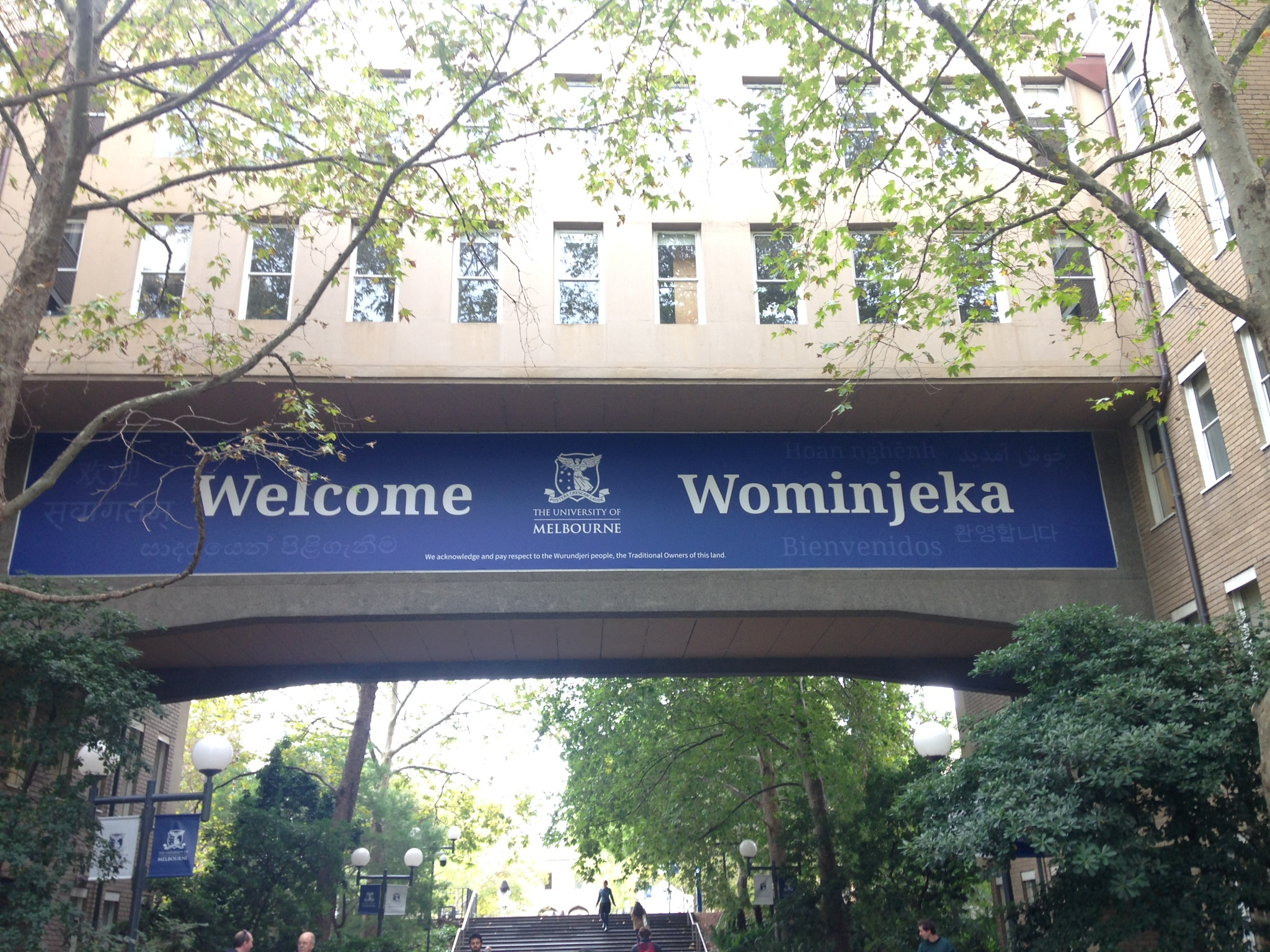
Приветственная табличка на здании университета Медли Холл

Войварранг (иногда пишется Войвурронг, Войворунг, Вуйвурунг) и Таунгурунг (Таунгуронг, Даунгвуррунг, Дхагунг-вуррунг, Тхагунгвуррунг) являются языками австралийских аборигенов народа кулин, юго-восточного штата Виктория. На языке войварранг говорили племена войварранг и их родственные народы в бассейне реки Ярра, а на языке таунгурунг — народ таунгурунг к северу от Большого водораздельного хребта в долине реки Гоулберн. Их часто описывают как разные языки, но они были взаимно понятны. Возможно, это было названием клана, диалектом или близкородственным языком.

## Фонология
Ниже приводится диалект языка войварранг (согласные):
|              | Периферийные | Периферийные | Ламинальные | Ламинальные  | Апикальные    | Апикальные |
| Билабиальные | Заднеязычные | Смычные      | Зубные      | Альвеолярные | Ретрофлексные |            |
| ------------ | ------------ | ------------ | ----------- | ------------ | ------------- | ---------- |
| Взрывные     | b/p          | ɡ/k          | ɟ/c         | d̪/t̪          | d/t           | ɖ/ʈ        |
| Носовые      | m            | ŋ            | ɲ           | n̪            | n             | ɳ          |
| Боковые      |              |              |             |              | l             | ɭ          |
| Ротические   |              |              |             |              | r             | ɽ          |
| Полугласные  | w            | w            | j           |              |               |            |

Гласные в войварранге — это /a e i o u/

## Произношение
В случае местоимений войварранга основа, по-видимому, является стандартным ngali (ты и я), но передняя часть была суффикс изменена на wa-, поэтому wa + ngal объединяются, образуя wangal ниже. В Кулинских языках нет грамматического гендера.
| Лица         | Единственное число | Единственное число | Единственное число | Двойственное число | Двойственное число | Двойственное число | Множественное число                                 | Множественное число                                             | Множественное число |
| Лица         | Woi.               | IPA                | Eng.               | Woi.               | IPA                | Eng.               | Woi.                                                | IPA                                                             | Eng.                |
| ------------ | ------------------ | ------------------ | ------------------ | ------------------ | ------------------ | ------------------ | --------------------------------------------------- | --------------------------------------------------------------- | ------------------- |
| 1 лицо       |                    |                    |                    | Wangal             | [wa.ŋal]           | We two (you)       | Wanganyin                                           | [wa.ŋa.ɲin]                                                     | We (& you)          |
| 1 лицо отрц. | Wan                | [wan]              | I                  | Wangan             | [wa.ŋan]           | We two (not you)   | Wanganyinyu                                         | [wa.ŋa.ɲi.ɲu]                                                   | We (not you)        |
| 2 лицо       | Warr               | [war]              | You                | Wabul              | [wa.bul]           | You two            | Wat gurrabil Wat gurrabilla Wat balak Wat wurdundhu | [wat ɡu.ra.bil] [wat ɡu.ra.bil.la] [wat ba.lak] [wat wu.ɖun.d̪u] | You                 |
| 3 лицо       | Munyi              | [mu.ɲi]            | He/She/It          | Munyi gurrabil     | [mu.ɲi ɡu.ra.bil]  | Those two          | Malu gurrabila                                      | [ma.lu ɡu.ra.bi.la]                                             | They                |

## Система цифр и знаков
Система нумерации использовалась, когда кланы вурунтьери рассылали гонцов, чтобы сообщить соседним кланам о предстоящих событиях, таких как церемония танца корробори, вызов на бой или игра в мяч. Посыльные несли палочки для сообщений с маркировкой, указывающей на количество и тип участвующих людей, и реквизит, указывающий на тип мероприятия, например, мяч для мероприятия. Место встречи было озвучено, но соседние кланы могли не использовать один и тот же язык, поэтому использовался язык жестов, чтобы указать количество дней в будущем, когда люди должны собраться. Номер был обозначен указанием на место на теле от 1 до 16. После 16, в верхней части головы, подсчёт следует за эквивалентными местоположениями на другой стороне тела.
| Номер | Произносимый номер | Знак числа | Буквальное значение |
| ----- | --- | --- | --- |
| 1     | bubupi-muningya | Мизинец | Меньше |
| 2     | bulato-ravel | Безымянный палец | Немного больше |
| 3     | bulato | Средний палец | Больше |
| 4     | urnung-meluk | Указательный палец | urnung означает направление, meluk означает крупную личинку, найденную в некоторых эвкалиптах                                                            |
| 5     | babungyi-muningya | Большой палец | Намного больше |
| 6     | krauel | Лучезапястный сустав | |
| 7     | ngurumbul | Расхождение лучевых сухожилий | Вилка |
| 8     | jeraubil | Возвышение лучевых мышц | |
| 9     | thambur | Внутренняя часть локтевого сустава                                                                                                  | Ровное место |
| 10    | berbert | Бицепс | Кольцехвостый опоссум, а также название браслета, изготовленного из шкуры этого животного, который надевается на бицепс во время праздничных мероприятий |
| 11    | wulung | Плечевой сустав | |
| 12    | krakerap | Ключица | Место, где сумка висит на ремешке |
| 13    | gurnbert | Шея | Тростниковое ожерелье или место, где носят тростниковое ожерелье                                                                                         |
| 14    | kurnagor | Мочка уха | Точка или оконечность холма, либо отрога, гребня |
| 15    | ngarabul | Сторона черепа | Хребет или гребень холма |
| 16    | bundial | Макушка головы | Место пореза, место, где скорбящий режет себя каким-либо острым инструментом, от «budagra», что означает «резать».                                       |
| 17+   | Начиная с макушки головы, отсчёт следует за эквивалентными местоположениями на другой стороне тела. 17 — это другая сторона черепа. | Начиная с макушки головы, отсчёт следует за эквивалентными местоположениями на другой стороне тела. 17 — это другая сторона черепа. | Начиная с макушки головы, отсчёт следует за эквивалентными местоположениями на другой стороне тела. 17 — это другая сторона черепа.                      |